# Coralliidae
A Coralliidae a virágállatok (Anthozoa) osztályának a szarukorallok (Alcyonacea) rendjébe, ezen belül a Scleraxonia alrendjébe tartozó család.
A WoRMS adatai szerint, legalább 37 elfogadott faj tartozik ebbe a korallcsaládba.

## Rendszerezés
A családba az alábbi 3 nem tartozik:
- Corallium Cuvier, 1798 - 30 faj; típusnem
- Hemicorallium Gray, 1867 - ? faj
- Paracorallium Bayer & Cairns, 2003 - 7 faj

## Források

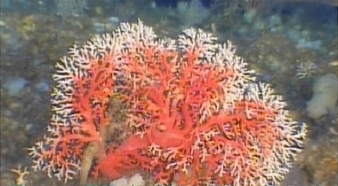
Paracorallium japonicum